# Mesochorus leviculus
Mesochorus leviculus är en stekelart som beskrevs av Dasch 1974. Mesochorus leviculus ingår i släktet Mesochorus och familjen brokparasitsteklar. Inga underarter finns listade i Catalogue of Life.